# Valdarachas
Valdarachas és un municipi de la província de Guadalajara, a la comunitat autònoma de Castella-La Manxa. El 2020 tenia 40 habitants.